# Битва на Фюрисвеллире
Битва на Фюрисвеллире (др.-сканд. Fýrisvellir) — сражение за шведский престол в 980-х годах (общепринятая дата — 988 год) между Эриком Победоносным и его племянником Стюрбьёрном Сильным, произошедшее на равнине Фюрисвеллир в долине реки Фюри (Fyrisån, Fyris), на месте расположения современного города Уппсала. 
Битва упомянута в многочисленных средневековых сагах, таких как: «Сага о Кнютлингах», «Сага о Людях с Песчаного Берега», «Сага о Хервёр» и Gesta Danorum (Книга 10). Но наиболее подробно битва описана в «Пряди о Стюрбьёрне — шведском претенденте».

## Предыстория
По смерти конунга Олафа, правившего как соправитель вместе со своим братом Эриком Победоносным, шведский тинг отказал его сыну Стюрбьёрну Сильному в наследовании титула. Вместо этого Эрик Победоносный объявил соправителем своего не родившегося ребёнка, на основании, что это будет сын (позже действительно родился сын — Олаф Шётконунг). Вдобавок конунг Олаф был отравлен во время трапезы, в чём Стюрбьёрн подозревал своего дядю Эрика.
После решения тинга Стюрбьёрн отправился на юг. Доподлинно неизвестно, был ли Стюрбьёрн основателем йомсвикингов или присоединился к ним позже, но все источники сходятся в том, что, объявив себя их предводителем, Стюрбьёрн решил вернуть себе шведский престол. Он хотел собрать как можно большее войско, для чего вторгся и начал опустошать только что созданное датское королевство. Датский конунг Харальд Синезубый был вынужден выдать за Стюрбьёрна свою дочь Тиру, чтобы тот ушел из Дании.
Согласно 10-й книге Gesta Danorum Харальд Синезубый также захватил поселение Юлин (Julinum) и отдал его Стюрбьёрн и его людям для поселения, впоследствии Юлин стал Йомсборгом. Однако уже скоро Стюрбьёрн снова вернулся с тысячью дракарами и вынудил Харальда дать ему 200 кораблей и всех людей, что он сочтет годными для похода, включая самого конунга Харальда. Согласно Gesta Danorum и Knýtlinga saga в начале 980-х годов по завершении удачного похода в Данию Стюрбьёрн отправился в Швецию.

## Ход битвы
Когда Эрик узнал, что неприятельский флот вошел в Меларен, он разослал во все концы бутскафле и собрал лейданг в Уппсале. Торгни Законник посоветовал Эрику перекрыть водный путь к Уппсале по реке Fyrisån столбами. Когда Стюрбьёрн увидел, что дальше его флот не пройдет, он поклялся, что не уйдет из Швеции и либо победит, либо погибнет. Чтобы вдохновить своих людей драться насмерть, он приказал сжечь корабли. Однако конунг Харальд Синезубый не разделял такого рвения Стюрбьёрна и покинул его вместе со всем датским флотом.
Проглотив обиду от предательства, Стюрбьёрн двинул с йомсвикингами на Уппсалу. Свеи хотели помешать ему подойти к Уппсале через лес. Не желая драться в лесу, Стюрбьёрн, угрозой поджечь лес, вынудил свеев беспрепятственно пропустить их. Так воины Стюрбьёрн прошли сквозь лес без потерь.
Перед битвой Торгни снова советует Эрику, на этот раз связать вместе скот, укрепив на нём копья и мечи. Когда йомсвикинги вышли на Фюрисвеллир, рабы пустили это стадо на врага, что посеяло хаос и опустошение в их рядах. Однако Стюрбьёрн, как опытному вождю, удалось быстро восстановить свои порядки и вступить в бой. Он длился весь день и весь вечер, но не выявил победителя. На следующий день все повторилось, несмотря на то, что к Эрику подошло солидное пополнение. Складывалась патовая ситуация.
Ночью оба вождя молились своим богам. Стюрбьёрн — Тору, но краснобородый бог был зол и пророчил страшное поражение. Эрик же пошел в Храм Уппсалы и молился Одину. Эрик поклялся отдать себя Одину через десять лет (по другой версии: посвятить себя Одину в течение десяти лет), если тот дарует ему победу. Неожиданно высокий человек в синей мантии и широкополой шляпе явился Эрику. Один дал ему трость и приказал кинуть её завтра в сторону врагов со словами: «Предаю всех вас Одину».
На следующий день Эрик сделал как велел Один, и град из стрел, прозванный людьми «стрелы Одина» посыпался на йомсвикингов. Осознав своё полное поражение, Стюрбьёрн приказал людям стоять и биться на смерть, а сам воткнул свой стяг в землю и вместе со своими лучшими соратниками бросился в гущу шведского войска. Не многие из йомсвикингов ушли в тот день живыми.

## После битвы
После битвы, Эрик воздвиг один из Королевских курганов и пообещал большую награду тому, кто сочинит поэму об этой победе. Среди его воинов был скальд Торвальд Хьялтасон, который тут же составил поэму, получив за это золотые браслеты.
По итогам битвы на Фюрисвеллире Эрик получил своё прозвище «Победоносный».

## Свидетельства исторических источников
Рунические камни являются признанными историческими источниками по истории ранне-средневековой Скандинавии. Интересно, что упомянутый на камнях Токи Громссон, вероятно был сыном датского конунга Горма Старого.

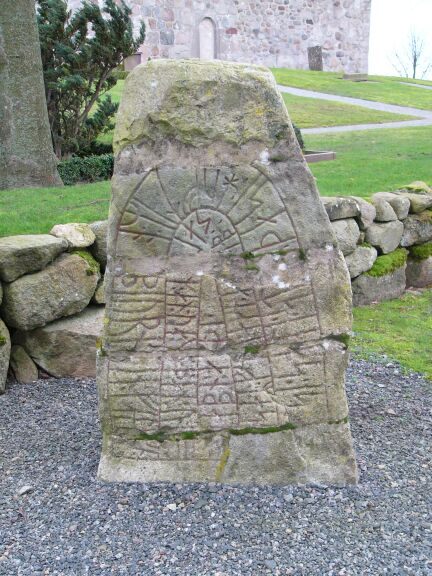
Рунический камень DR 279

- Камень из Hällestad в Сконе за номером DR 295 гласит: «Этот камень поставил Аскелл в память о своем преданном господине Токи сыне Горма. Он не бежал под Уппсалой. В память о своем брате храбрые воины установили этот камень на холме, укрепив его рунами. Они шли рядом с Токи.»Другие камни этой группы так же упоминают слугу Токи (DR 296) и брата Токи Асбьёрна (DR 297).
- Камень Sjörup в Сконе, обозначенный DR 279, гласит: «Этот камень поставил Саксив память о своем напарнике Асбьёрне сыне Тофи/Токи. Он не бежал под Уппсалой, но бился пока было оружие.»
- Камень Högby, обозначенный Ög 81, гласит: «У славного Гулли было пять сыновей. Храбрый Асмунд погиб у[1] Фюриса…»
- Камень Karlevi, обозначенный Öl 1, установлен датскими воинами в помять о своем вожде. Камень стоит на острове Эланд, лежащий на пути йомсвикингов в Уппсалу и обратно, и датирован тем же периодом, что и предполагаемая битва и другие, выше указанные камни, и вполне вероятно, что его воздвигли йомсвикинги в честь своего вождя.